# Profilassi di Credé
La profilassi di Credé è la pratica di lavare gli occhi di un neonato con una soluzione di nitrato d'argento al 2% per proteggere dalla congiuntivite neonatale causata da Neisseria gonorrhoeae.

## Storia
La profilassi di Credé è stata sviluppata dal medico tedesco Carl Siegmund Franz Credé che l'ha implementata nel suo ospedale di Lipsia nel 1880. Tra il 1881 e il 1883, Credé pubblicò tre articoli in Archiv für Gynäkologie, ciascuno intitolato "Die Verhütung der Augenentzündung der Neugeborenen" (Prevenzione delle malattie infiammatorie degli occhi nel neonato), descrivendo il suo metodo ed i suoi risultati. La procedura originale richiedeva una soluzione di nitrato d'argento al 2% somministrata immediatamente dopo la nascita; tuttavia, questo è stato infine ridotto a una soluzione di nitrato d'argento all'1% per ridurre l'irritazione chimica agli occhi del neonato.
Negli anni '80, il nitrato d'argento è stato sostituito da trattamenti con eritromicina e tetraciclina, che sono meglio tollerati dall'occhio e più efficaci contro la Chlamydia trachomatis oltre che N. gonorrea.
Le opere "Archiv für Gynäkologie" sono liberamente disponibili nel pubblico dominio.